# Catherine McKenney

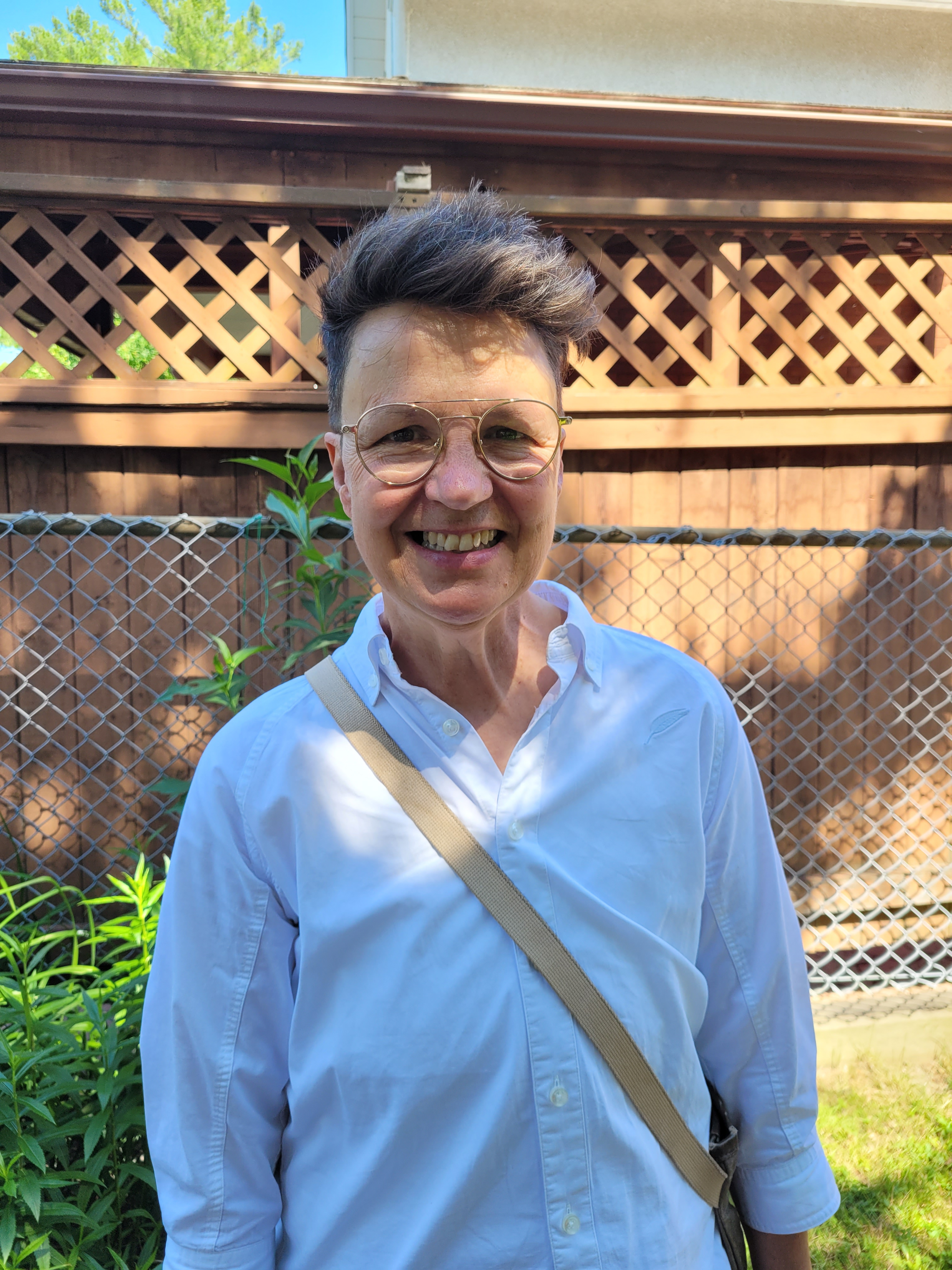
Catherine McKenney (2022)

Catherine McKenney (* 3. Juni 1961 in Fort-Coulonge, Québec) ist eine kanadische Politikerin. Seit 2025 ist sie als Mitglied der Ontario New Democratic Party Abgeordnete der Legislativversammlung von Ontario für den Wahlkreis Ottawa Mitte. Zwischen 2014 und 2022 war sie Mitglied des Stadtrats von Ottawa für den Wahlkreis Somerset.

## Leben und Karriere
McKenney wurde am 3. Juni 1961 in Fort-Coulonge, Québec, geboren. Als Kind zog sie mit ihrer Familie nach Pembroke. Im Alter von 26 Jahren zog McKenney nach Ottawa, wo sie 1993 an der Universität Ottawa einen Bachelorabschluss in Sozialwissenschaften erwarb. Im Jahr 2005 heiratete sie Catherine Vandelinde.
Nach ihrem Universitätsabschluss arbeitete McKenney als Fernsehmoderatorin in Kanata, Ottawa. Sie arbeitete als Assistent der Politiker Ed Broadbent und Paul Dewar. Bei der Kommunalwahl 2014 in Ottawa unterstützte McKenney Jim Watson als Bürgermeister. Watson wurde mit 76,20 % der Stimmen zum Bürgermeister gewählt. Bei dieser Wahl wurde McKenney mit 40,13 % der Stimmen für den Wahlkreis Somerset in den Stadtrat von Ottawa gewählt. Sie war die erste Lesbe, die in den Stadtrat von Ottawa gewählt wurde. Bei den Kommunalwahlen 2018 in Ottawa wurde sie mit 76,66 % der Stimmen wiedergewählt.
Während der „Freedom Convoy“-Proteste 2022 kritisierte McKenney Bürgermeister Jim Watson und die Ottawa Polizei für ihre unzureichende Reaktion auf die Proteste.
Im Dezember 2021 gab McKenney bekannt, dass sie bei den Kommunalwahl 2022 in Ottawa als Bürgermeisterin kandidieren werde. Bei der Wahl im Oktober 2022 erhielt sie 119.241 Stimmen und belegte damit den zweiten Platz hinter Mark Sutcliffe.
Im Januar 2023 gründete sie gemeinsam mit dem Ökonom Neil Saravanamuttoo die Non-Profit-Organisation CitySHAPES. Die Organisation fördert städtebauliche Themen wie öffentliche Verkehr, bezahlbaren Wohnraum und die Reduzierung von Obdachlosigkeit.
Im Oktober 2024 wurde McKenney als Kandidat der Ontario New Democratic Party für die bevorstehenden Ontario Provinzwahl 2025 für den Wahlkreis Ottawa Mitte bekannt gegeben. Bei der Wahl gewann sie den Wahlkreis mit 32.483 Stimmen (55,70 %).